# Emma Løffler
Emma Augusta Løffler (født 19. april 1843 i København, død 11. december 1929 på Hotel Jons Kapel, Bornholm) var en dansk maler.
Emma Løffler var datter af Carl Løffler og blev maler som flere i sin slægt, og var elev af Frederik Ferdinand Helsted. Som kvinde var blomstermaleriet en genre, hvor hun kunne udfolde sig, lærte hun det hos, Otto Diderich Ottesen, der prægede hende stilistisk.
Hun er begravet på Assistens Kirkegård.